# Чёрная (приток Сургута)
Чёрная (Молочка) — река на северо-востоке Самарской области России. Устье реки находится на 63 км реки Сургут. Длина реки — 15 км, площадь водосбора — 54,9 км². Исток — в урочище Молочка.

## Данные водного реестра
По данным государственного водного реестра России относится к Нижневолжскому бассейновому округу. Речной бассейн реки — Волга от верховий Куйбышевского водохранилища до впадения в Каспий.
- Код водного объекта в государственном водном реестре — 11010000612112100005846[4].